# Wang Zhaojun
Wang Qiang (Wang Ch'iang; 王牆, o anche 王檣 e 王嬙, comunemente nota con il nome cinese di cortesia Wang Zhaojun (Cinese: 王昭君; Wade–Giles: Wang Chao-chun; fl. I secolo a.C.) era conosciuta come una delle Quattro bellezze dell'antica Cina.
Nata nel villaggio di Baoping, nella contea di Zigui (l'attuale provincia dello Hubei) durante la dinastia Han occidentale (206 a.C.-8 d.C.) fu incaricata dall'imperatore Yuan di sposare Huhanye, il Chanyu dell'Impero Xiongnu, così da rafforzare le relazioni amichevoli di quest'ultimo con la dinastia Han.
Nella versione più diffusa della leggenda delle "Quattro bellezze", si dice che Wang Zhaojun abbia lasciato la sua città natale a cavallo in una luminosa mattina d'autunno e abbia iniziato un viaggio verso nord. Lungo la strada, il cavallo nitrì, e ciò rese Zhaojun estremamente triste e incapace di controllare le sue emozioni. Mentre sedeva in sella, iniziò a suonare melodie dolenti su un pipa (un liuto dal corpo rotondo che in seguito fu chiamato ruanxian). Uno stormo di oche che volavano verso sud udì la musica e vide la bella giovane che cavalcava; si dimenticarono subito di sbattere le ali e caddero a terra. Da quel momento in poi, Zhaojun acquisì il soprannome di "colei che abbatte le oche" o "che fa cadere gli uccelli".

## Biografia

### L'entrata nell'harem
Wang nacque da un'importante famiglia del villaggio di Baopin, contea di Zigui (ora villaggio di Zhaojun, contea di Xingshan, Hubei) nel sud dell'impero Han occidentale. Poiché era nata quando suo padre era molto anziano, egli la denominò "una perla nel palmo". Wang Zhaojun era dotata di una bellezza abbagliante e una mente estremamente intelligente. Era esperta nel suonare la pipa e anche maestra delle antiche "Quattro arti dello studioso cinese" - il guqin, il go, la calligrafia e la pittura cinese.

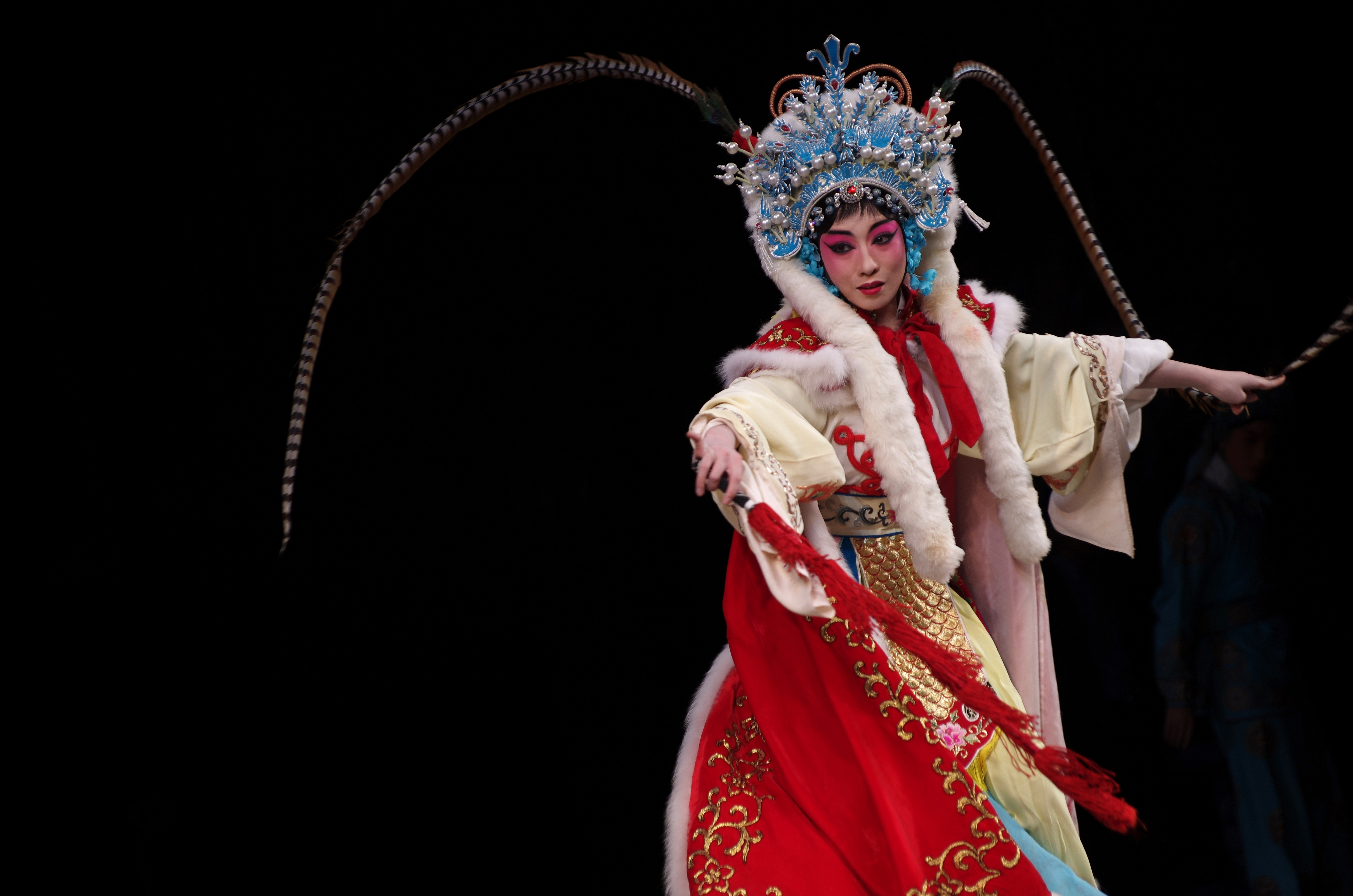
Un'attrice dell'opera di Pechino interpreta Wang Zhaojun durante un'esibizione della Shanghai Jingju Theatre Company il 20 dicembre 2014, al Tianchan Theatre, Shanghai, Cina.

Nel 36 a.C., l'imperatore Yuan di Han scelse le sue concubine tra le donne dell'intero stato. A causa della fama di Wang nella contea, ella fu la sua prima scelta come possibile concubina. L'imperatore Yuan emesse un editto secondo cui Wang doveva prestamente entrare a far parte del suo harem. Il padre di Wang, nonostante pensasse che sua figlia fosse troppo giovane per entrare nell'harem, non poté di certo violare il decreto. Così, all'inizio dell'estate, Wang lasciò la sua città natale per divenire concubina dell'imperatore Yuan. Secondo l'usanza di palazzo al momento di scegliere una nuova moglie all'imperatore venivano presentati per la prima volta i ritratti di tutte le donne candidate. Si dice che a causa della fiducia nella sua bellezza e temperamento, Wang si rifiutò di corrompere l'artista Mao Yanshou come fecero invece le altre donne. Indignato, l'artista Mao Yanshou dipinse sotto entrambi gli occhi della ragazza dei nei, i quali, secondo la superstizione cinese, erano un segno nefasto, chiamato "lacrime di vedova"; ciò stava a significare che chiunque la ragazza avesse sposato sarebbe morto rapidamente. Di conseguenza, durante la sua permanenza a corte, Wang Zhaojun non fu mai onorata dalla visita dell'Imperatore e rimase nel palazzo solo in qualità di una dama di compagnia. 

### La partenza
Nel 33 a.C., Huhanye visitò Chang'an per delle questioni riguardanti il sistema tributario che esisteva tra i governi Han e Xiongnu. Huhanye colse l'occasione per chiedere di diventare un genero imperiale, come riportato da Lou Jingde.
In genere era usanza offrire in sposa la figlia di una concubina, ma non volendo onorare Huhanye con una vera principessa, l'imperatore Yuan ordinò che fosse selezionata la ragazza più semplice dell'harem. L'imperatore a qualunque concubina volesse di proporsi volontaria, promettendo di presentare la candidata come sua figlia. L'idea di lasciare la propria patria e la vita agiata a corte per le praterie del lontano e sconosciuto nord era ripugnante per la maggior parte delle giovani donne, ma Wang Zhaojun accettò. Quando la matrona dell'harem inviò all'imperatore il ritratto poco lusinghiero di Zhaojun, lui si limitò a guardarlo e annuire in segno di approvazione. Solo quando ella fu convocata a corte, la bellezza di Wang Zhaojun fu rivelata.
L'Imperatore prese in considerazione l'idea di ritirare la sua decisione, ma ormai era troppo tardi e con rammarico presentò Wang Zhaojun a Huhanye, che ne fu felicissimo. Le relazioni con gli Xiongnu migliorarono e l'artista Mao Yanshou fu giustiziato per aver ingannato l'imperatore.

### La vita con gli Xiongnu
Wang Zhaojun divenne la favorita di Huhanye, e diede alla luce due dei suoi figli maschi. Solo uno di questi, Yituzhiyashi (伊屠智牙師), sembra essere sopravvissuto. Ebbero anche due figlie, Yun (雲) conosciuta come Subu Juci (须卜居次) e Dangyu Juci (当于居次). Yun fu chiamata principessa Yimuo e sarebbe diventata in seguito una potente figura nella politica di Xiongnu. 
Quando Huhanye morì nel 31 a.C., Wang Zhaojun chiese di tornare in Cina. L'imperatore Cheng, tuttavia, le ordinò di seguire l'usanza del levirato di Xiongnu e di diventare la moglie del prossimo Chanyu, il fratello maggiore del suo defunto marito, o il suo figliastro, nato dalla prima moglie di Huhanye. Durante il suo secondo matrimonio, ella ebbe due figlie. Wang ebbe il titolo onorifico di Ninghu Yanzhi (寧胡閼氏 "Regnante consorte pacificatrice di Hu").